# Oszada (Rózsahegyi járás)
Oszada (szlovákul Liptovská Osada) község Szlovákiában, a Zsolnai kerületben, a Rózsahegyi járásban. Koritnicafürdő tartozik hozzá.

## Fekvése
Rózsahegytől 15 km-re délre, az Alacsony-Tátra és a Nagy-Fátra határán, 609 m magasan fekszik az 59-es főút mentén.

## Története
A település a 11.-12. század fordulóján keletkezett a bencés rend birtokába adott területen. 1288-ban említik először, a likavai uradalom része volt. Következő említése 1340-ben történik abban az oklevélben, melyben Károly Róbert király megerősíti és kiterjeszti Rózsahegy város kiváltságait. A 16. századtól területén a besztercebányai királyi kamara élénk fakitermelést folytatott. A község első fatemploma 1647-ben épült. 1649-ben nagyszámú gorál lakosság telepedett le a faluban. 1715-ben 36 adózó háztartása volt. Lakói mezőgazdasággal, erdőgazdálkodással, bányászattal, állattartással foglalkoztak. 1752-ben felépült Keresztelő Szent János temploma és önálló plébánia lett. A 18. században postaállomás is létesült a községben. 1787-ben 86 házában 714 lakos élt.
A 18. század végén Vályi András így ír róla: „OSZADA. Tót falu Liptó Várm. földes Ura a’ K. Kamara, lakosai katolikusok, fekszik Rózembergtől két mértföldnyire, postája is van, legelője elég, és mind a’ két féle fája van, de határja őszi gabonát nem igen terem, mivel hegyes, és köves.”
1828-ban 129 háza volt 969 lakossal.
Fényes Elek 1851-ben kiadott geográfiai szótárában így ír a faluról: „Oszada, tót falu, Liptó vgyében, a besztercze-bányai országutban: 967 kath., 2 evang. lak. Kath. paroch. templom. Postahivatal. Roppant erdőség. Fürész-malom. Sok sajtot és hires túrót csinál, s azzal kereskedik. F. u. a kamara.”
1899 után nevét Liptószadára magyarosították, de ez nem bizonyult maradandónak. A 19. század végén lakói közül sokan kivándoroltak a tengerentúlra. 1908-ban megépült a Rózsahegy-Oszada-Koritnica keskeny nyomtávú vasútvonal. Ez megkönnyítette a környék erdeiben kitermelt fa szállítását. A trianoni diktátumig Liptó vármegye Rózsahegyi járásához tartozott.
A keskeny nyomtávú vasút egészen 1974-ig üzemelt, amikor megszüntették.

### Koritnicafürdő
Oszadához tartozik a tőle mintegy 8 kilométerre délre fekvő Koritnicafürdő (Koritnyica, Korytnicza, szlovákul Korytnica kúpele). A 18. században aranybányászattal kísérleteztek itt. A fürdőtelep a 19. században keletkezett. Gyógyvize gipsz-, vas- és széndioxid tartalmú, gyomor-, bél- és májbántalmak gyógyítására használják. Forrásai közül leginkább a Béla-, Zsófia-, Ferenc József- és Ilka-források ismertek.

## Népessége
| Év:            | 1994. | 2004.   | 2014.   | 2024.   |
| -------------- | ----- | ------- | ------- | ------- |
| Emberek száma: | 1715  | 1617    | 1651    | 1564    |
| Eltérés:       |       | -5,71 % | +2,10 % | -5,26 % |

| Év:            | 2023. | 2024.   |
| -------------- | ----- | ------- |
| Emberek száma: | 1573  | 1564    |
| Eltérés:       |       | -0,57 % |

1910-ben 1457, túlnyomórészt szlovák lakosa volt.
2001-ben 1674 lakosából 1660 szlovák volt.
2011-ben 1642 lakosából 1604 szlovák.

## Nevezetességei
- Keresztelő Szent János tiszteletére szentelt római katolikus temploma 1752-ben épült barokk stílusban, a korábbi fatemplom helyén.

## Külső hivatkozások
- Hivatalos oldal
- A község az Alacsony-Tátra turisztikai honlapján
- Községinfó
- Oszada Szlovákia térképén
- E-obce.sk Archiválva 2007. december 24-i dátummal a Wayback Machine-ben